# Квічаль бонінський
Квіча́ль бонінський (Zoothera terrestris) — вимерлий вид горобцеподібних птахів родини дроздових (Turdidae), що був ендеміком Японії.

## Опис
Довжина птаха становила 16,5 см. Верхня частина тіла була оливково-коричневою, обличчя темним, надхвістя, верхні покривні пера крил і хвіст каштановими горло, піборіддя, груди і центр живота білуватими, поцяткованими коричневими плямами, дзьоб і лапи сірими.

## Поширення і екологія
Бонінські квічалі були ендеміками острова Тітідзіма в архіпелазі Оґасавара. Вони жили в нижному ярусі лісу.

## Збереження
Бонінські квічалі відомі лише за 4 зразками, зібраними Генріхом фон Кіттліцем у 1828 році. У 1889 році, коли орнітологи відвідали острів Тітідзіма, вони не знайшли жодного представника цього виду. Імовірно, бонінські квічалі вимерли у 1830-х роках, коли китобої завезли на острів щурів, котів, свиней і кіз. 